# 평촌아트홀
평촌아트홀(坪村아트홀)은 경기도 안양시 동안구 갈산동에 있는 문화예술 시설이다.

## 시설

### 공연장
객석 수 638석(장애인석 7석) 중 1층 570석, 2층 68석 규모의 공연장이다. 무대면적 245㎡, 무대높이 12m, 분장실 4개로 오케스트라, 합창, 실내악, 독주회 등 클래식 공연을 전문으로 하는 홀이다.

### 기획전시실
171㎡규모의 전시실로 회화, 서예, 사진 등의 작품이 전시 가능하며, 레일식 무빙파티션으로 설계되어 자유롭게 공간 활용이 가능하다.

## 아카데미
평촌아트홀 아카데미는 인문, 음악, 미술, 무용, 창의예술 5개의 아카데미로 구성되어 있으며, 연 3회 4개월(16주) 단위로 수강생을 모집한다.

## 같이 보기
- 안양아트센터